# Mount Holly (Vermont)
Mount Holly ist eine Town im Rutland County des Bundesstaates Vermont in den Vereinigten Staaten mit 1385 Einwohnern (laut Volkszählung von 2020).

## Geografie

### Geografische Lage
Mount Holly liegt im Südosten des Rutland Countys, in den Green Mountains. Das Gebiet der Town ist durchsetzt mit Hügeln und Tälern. Der Mill River, ein Zufluss des Otter Creeks, entspringt am Nordrand des Green Mountains National Forest, welcher sich durch den Südwesten der Town zieht und entwässert mit seinen Nebenflüssen westwärts fließend das Gebiet der Town. Ostwärts entwässert der Branch Brook mit seinen Zuflüssen. Mehrere Seen befinden sich auf dem Gebiet der Town. Unter ihnen der Lake Ninevah im Nordosten und der zentral gelegene Star Lake. Im Osten befindet sich der Okemo State Forest mit den Skigebieten, deren Pisten ostwärts vom 1019 m hohen Okemo Mountain nach Ludlow hinabführen.

### Nachbargemeinden
Alle Entfernungen sind als Luftlinien zwischen den offiziellen Koordinaten der Orte aus der Volkszählung 2010 angegeben.
- Nordosten: Plymouth, 11,8 km
- Osten: Ludlow, 11,7 km
- Süden: Weston, 3,6 km
- Südwesten: Mount Tabor, 12,9 km
- Westen: Wallingfort, 15,8 km
- Nordwesten: Shrewsbury, 6,7 km

### Klima
Die mittlere Durchschnittstemperatur in Mount Holly liegt zwischen −7,2 °C (19 °Fahrenheit) im Januar und 20,6 °C (69 °Fahrenheit) im Juli. Damit ist der Ort gegenüber dem langjährigen Mittel der USA um etwa 9 Grad kühler. Die Schneefälle zwischen Mitte Oktober und Mitte Mai liegen mit mehr als zwei Metern etwa doppelt so hoch wie die mittlere Schneehöhe in den USA. Die tägliche Sonnenscheindauer liegt am unteren Rand des Wertespektrums der USA, zwischen September und Mitte Dezember sogar deutlich darunter.

## Geschichte
Mount Holly wurde am 31. Oktober 1792 gegründet, aus einer Landfläche zwischen Wallingford und Ludlow, welche zuvor nicht vergeben war. Ein Teil des Gebietes wurde Jackson Gore nach Abraham Jackson, einem der ersten Siedler, genannt, dieser Teil gehörte jedoch zu Wallingford. Die Besiedlung startete im Jahr 1781 mit einem Grant an Abraham Jackson und 29 weiteren Siedlern. Die ersten Siedler stammten aus Connecticut, Rhode Island und Massachusetts. Die erste Stadtversammlung fand in Rutland statt.
Zehn Jahre später ersuchten die Bewohner des Gebietes Jackson Gore zusammen mit einigen Nachbarn aus Wallingford und Ludlow die Legislative, um eine eigene Town zu gründen. Aus diesen Gebieten wurde dann die Town Mount Holly im Jahr 1792 gegründet. Der Ursprung des Namens wurde nicht überliefert. Er könnte auf die frühe Siedlung der Quäker zurückgehen.
Auf dem Gebiet der Town befinden sich mehrere Villages. Zentral gelegen ist Belmont, zudem gibt es Bowlsville, Goodellville, Healdville, Hortonville und Tarbellville. Eine Örtlichkeit zwischen Healdville und dem Village Mount Holy ist Summit, auch Summit Station genannt. Hier wurde der letzte Nagel der Bahnstrecke eingeschlagen, die Burlington mit Boston verbindet.

### Religionen
Bereits früh gründeten sich in Mount Holly Quäker, Methodisten, Baptisten und die Kongregationale Kirche.

### Einwohnerentwicklung
| Volkszählungsergebnisse – Town of Mount Holly, Vermont | Volkszählungsergebnisse – Town of Mount Holly, Vermont | Volkszählungsergebnisse – Town of Mount Holly, Vermont | Volkszählungsergebnisse – Town of Mount Holly, Vermont | Volkszählungsergebnisse – Town of Mount Holly, Vermont | Volkszählungsergebnisse – Town of Mount Holly, Vermont | Volkszählungsergebnisse – Town of Mount Holly, Vermont | Volkszählungsergebnisse – Town of Mount Holly, Vermont | Volkszählungsergebnisse – Town of Mount Holly, Vermont | Volkszählungsergebnisse – Town of Mount Holly, Vermont | Volkszählungsergebnisse – Town of Mount Holly, Vermont |
| Jahr                                                   | 1800                                                   | 1810                                                   | 1820                                                   | 1830                                                   | 1840                                                   | 1850                                                   | 1860                                                   | 1870                                                   | 1880                                                   | 1890                                                   |
| ------------------------------------------------------ | ------------------------------------------------------ | ------------------------------------------------------ | ------------------------------------------------------ | ------------------------------------------------------ | ------------------------------------------------------ | ------------------------------------------------------ | ------------------------------------------------------ | ------------------------------------------------------ | ------------------------------------------------------ | ------------------------------------------------------ |
| Einwohner                                              | 668                                                    | 922                                                    | 1.157                                                  | 1.318                                                  | 1.356                                                  | 1.534                                                  | 1.522                                                  | 1.582                                                  | 1.390                                                  | 1.214                                                  |
| Jahr                                                   | 1900                                                   | 1910                                                   | 1920                                                   | 1930                                                   | 1940                                                   | 1950                                                   | 1960                                                   | 1970                                                   | 1980                                                   | 1990                                                   |
| Einwohner                                              | 999                                                    | 871                                                    | 856                                                    | 727                                                    | 656                                                    | 567                                                    | 517                                                    | 687                                                    | 938                                                    | 1.093                                                  |
| Jahr                                                   | 2000                                                   | 2010                                                   | 2020                                                   | 2030                                                   | 2040                                                   | 2050                                                   | 2060                                                   | 2070                                                   | 2080                                                   | 2090                                                   |
| Einwohner                                              | 1.241                                                  | 1.237                                                  | 1.385                                                  |                                                        |                                                        |                                                        |                                                        |                                                        |                                                        |                                                        |

## Wirtschaft und Infrastruktur

### Verkehr
Die Vermont State Route 103 verläuft in ostwestlicher Richtung zentral durch die Town von Ludlow nach Clarendon. Dem Verlauf des Mill Rivers folgt die Vermont State Route 155 zentral durch Mount Hallow. Zumeist parallel zur State Route 103 verläuft die Bahnstrecke Bellows Falls–Burlington.

### Öffentliche Einrichtungen
In Mount Holly gibt es kein eigenes Krankenhaus. Das nächstgelegene Krankenhaus ist das Rutland Regional Medical Center in Rutland.

### Bildung
Mount Holly gehört mit Andover, Baltimore, Cavendish, Chester, Ludlow und Plymouth zur Two Rivers Supervisory Union. Es gibt eine Schule in Mount Holly, die Mount Holly School mit Klassen von Pre-Kindergarten bis zur 6. Klasse.
Die Mount Holly Town Library befindet sich nahe dem Star Lake in Belmont. Die Bücherei wurde 1914 gegründet. C. W. Parmenter spendete zu dem Zeitpunkt 277 Bücher. Das Gebäude, in dem sich die Bücherei befindet, wurde 1884 als Methodistische Kirche errichtet und im Jahr 1923 wurde das Gebäude der Town Mount Holly als Town Hall und Bücherei übergeben. Seit 1988 dient es ausschließlich als Bücherei und 2008 wurde sie renoviert.

## Persönlichkeiten

### Söhne und Töchter der Stadt
- Horatio Earle (1855–1935), Politiker und Aktivist für gute Straßen, genannt Father of Good Roads
- Hannah Teter (* 1987), Snowboarderin

### Persönlichkeiten, die vor Ort gewirkt haben
- John Mcclure (1929–2014), Toningenieur und Produzent